# OMON (Russland)
Die OMON (russisch ОМОН für отряд мобильный особого назначения/ otrjad mobilny ossobowo nasnatschenija – „Mobile Einheit besonderer Bestimmung“) ist ein Großverband der russischen Nationalgarde. Sie wurde am 3. Oktober 1988 gegründet und gilt als ein Teil der innenpolitischen Machtinstrumente der russischen Regierung.
Die Abkürzung OMON stand ursprünglich für отряд милиции особого назначения (otrjad milizii osobowo nasnatschenija – „Einheit der Miliz besonderer Bestimmung“). Die jetzige Bedeutung erhielt sie nach der Polizeireform bzw. dem Wegfall der Miliz im Jahr 2011.

## Geschichte

Medwedew besucht mit Nurgalijew die OMON

Während des Russischen Bürgerkriegs wurden am 5. Mai 1919 in Sibirien Spezialeinheiten der weißen Miliz gebildet. Alexander Koltschak betonte, dass „OMON eine Kampfeinheit zum Schutz und zur Wiederherstellung der staatlichen Ordnung und des öffentlichen Friedens ist und als Reserve für die Bildung von Milizen in Gebieten dient, die von der Sowjetmacht befreit sind, um erfahrene Polizisten auszubilden.“ Diese Milizeinheiten wurden im Partisanenkrieg eingesetzt. Die Abteilung bestand aus vier Fuß- und einem Pferdezug. Das Personal umfasste 285 Personen. In jenen Tagen gab es keinen „Bereitschaftspolizisten“, daher wurden diese Einheiten „Wachen“ genannt.
Unter dem Eindruck der Geiselnahme von München während der Olympischen Spiele 1972 und im Hinblick auf die eigenen Olympischen Spiele 1980 in Moskau wurde im Jahre 1979 eine dem Innenministerium unterstellte Antiterroreinheit gegründet, die 1987 in der OMON aufging. Die Existenz der Einheit wurde 1993 bekannt. Ihre anfängliche Uniform war schlicht schwarz. Bis 1991 war die Stärke der OMON insgesamt nach unterschiedlichen Angaben auf etwa 5000 bis 9000 Mann in 20 über die gesamte Sowjetunion verteilten Abteilungen erhöht worden.
Da der Staat zu dieser Zeit im Verfall begriffen war, konzentrierte sich das Einsatzgebiet der OMON zunächst auf die Aufrechterhaltung der öffentlichen Ordnung und der Unterdrückung der Unabhängigkeitsbestrebungen der nichtrussischen Sowjetrepubliken. OMON-Kräfte waren unter anderem auch an Einsätzen im Baltikum beteiligt. So wurden in der Folge der Januarereignisse in Litauen 1991 beim Angriff einer OMON-Einheit am 31. Juli 1991 auf eine neu errichtete Grenzstation sieben Litauer getötet.
Nach der Auflösung der Sowjetunion wurden die OMON-Einheiten den jeweiligen Sicherheitsbehörden der Nachfolgestaaten unterstellt.
Russische OMON-Einheiten wurden in der jüngsten Zeit wiederholt von der Regierung Wladimir Putins zur Auflösung von Demonstrationen herangezogen, bei denen es zu Verhaftungen und auch zu Übergriffen kam.

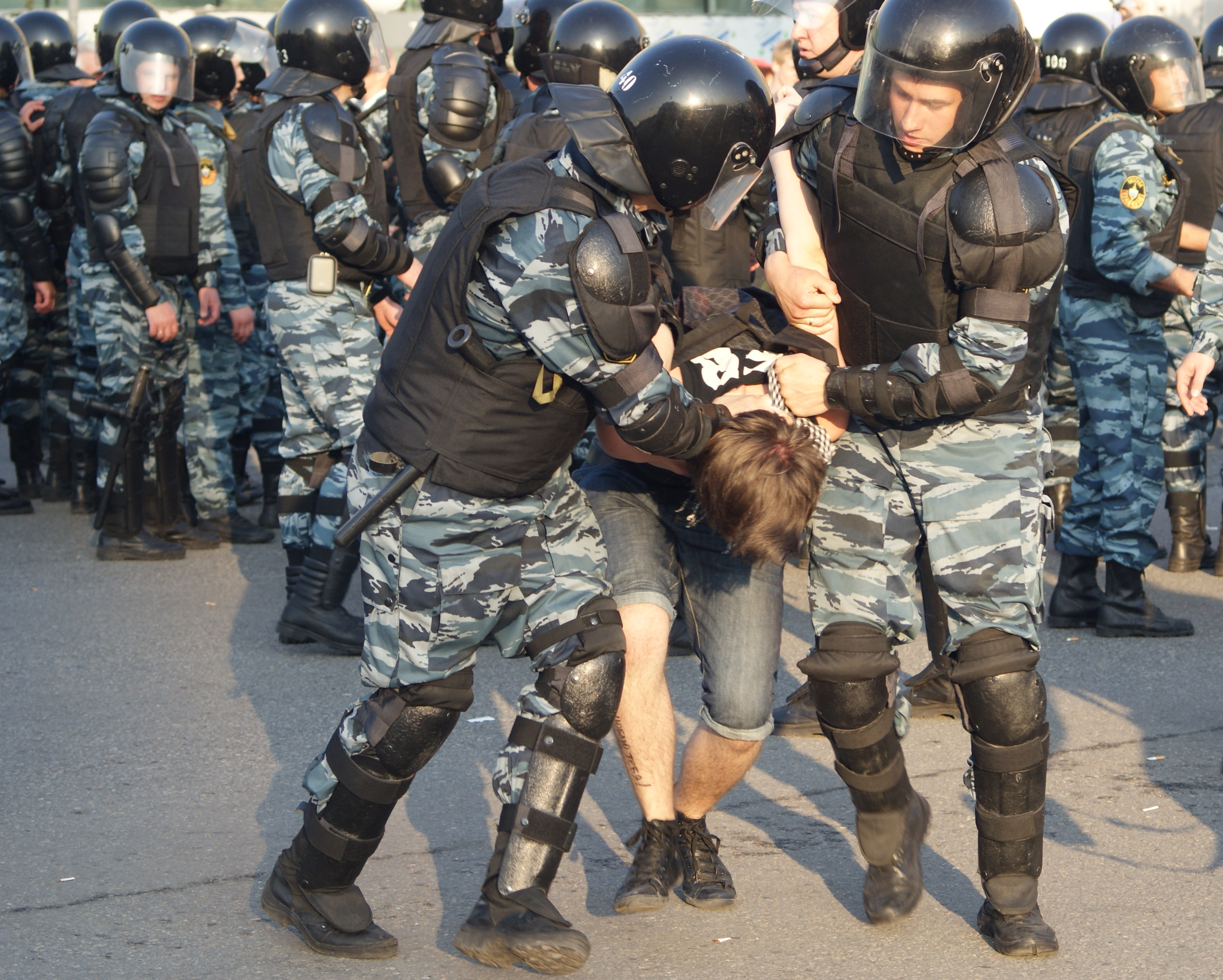
OMON im Einsatz gegen eine Demonstration in Moskau 2012

Einsätze
- In Litauen:
In der Nacht vom 12. zum 13. Januar 1991 (Januarereignisse in Litauen 1991) besetzten die sowjetischen OMON-Truppen den Fernsehturm in Vilnius, das Gebäude des Komitees für Radio und Fernsehen. Während dieses Putschversuches wurden 14 Menschen getötet und über 1000 verletzt.
- In Lettland:
Am 20. Januar 1991 griffen OMON-Einheiten das Innenministerium der lettischen Unionsrepublik der UdSSR an.[7] Bei der Verteidigung kamen zwei Milizangehörige ums Leben und mehrere Zivilisten wurden verwundet. Außerdem starben ein versehentlich in die Schusszone gekommener Schüler und zwei Fernsehreporter.
- In Russland:
  - Während der Geiselnahme von Beslan im September 2004 kamen die Speznas SOBR und weitere Kräfte der OMON zur Unterstützung zum Einsatz. Die SOBR ist eine für die Terrorbekämpfung geschulte Speznas-Einheit des Innenministeriums.
  - Im Frühjahr 2007 wurde die OMON gegen Demonstranten beim Marsch der Unzufriedenen in Sankt Petersburg und Moskau eingesetzt. Dabei wurde auch ein Anführer der Opposition, der ehemalige Schachweltmeister Garri Kasparow, festgenommen.
  - Niederschlagung der Proteste in Russland 2021.[8]

## Auftrag
Die OMON wird primär zu Massenveranstaltungen und Demonstrationen herangezogen sowie zu solchen kritischen Einsätzen, zur Unterstützung der russischen Polizei. Dies sind beispielsweise Geiselnahmen, die Verfolgung organisierter Kriminalität, Einsätze im Rauschgiftmilieu, die Überführung gefährlicher Straftäter in Gerichte und Gefängnisse und der Objektschutz für sensible Einrichtungen.

## Organisation und Ausrüstung

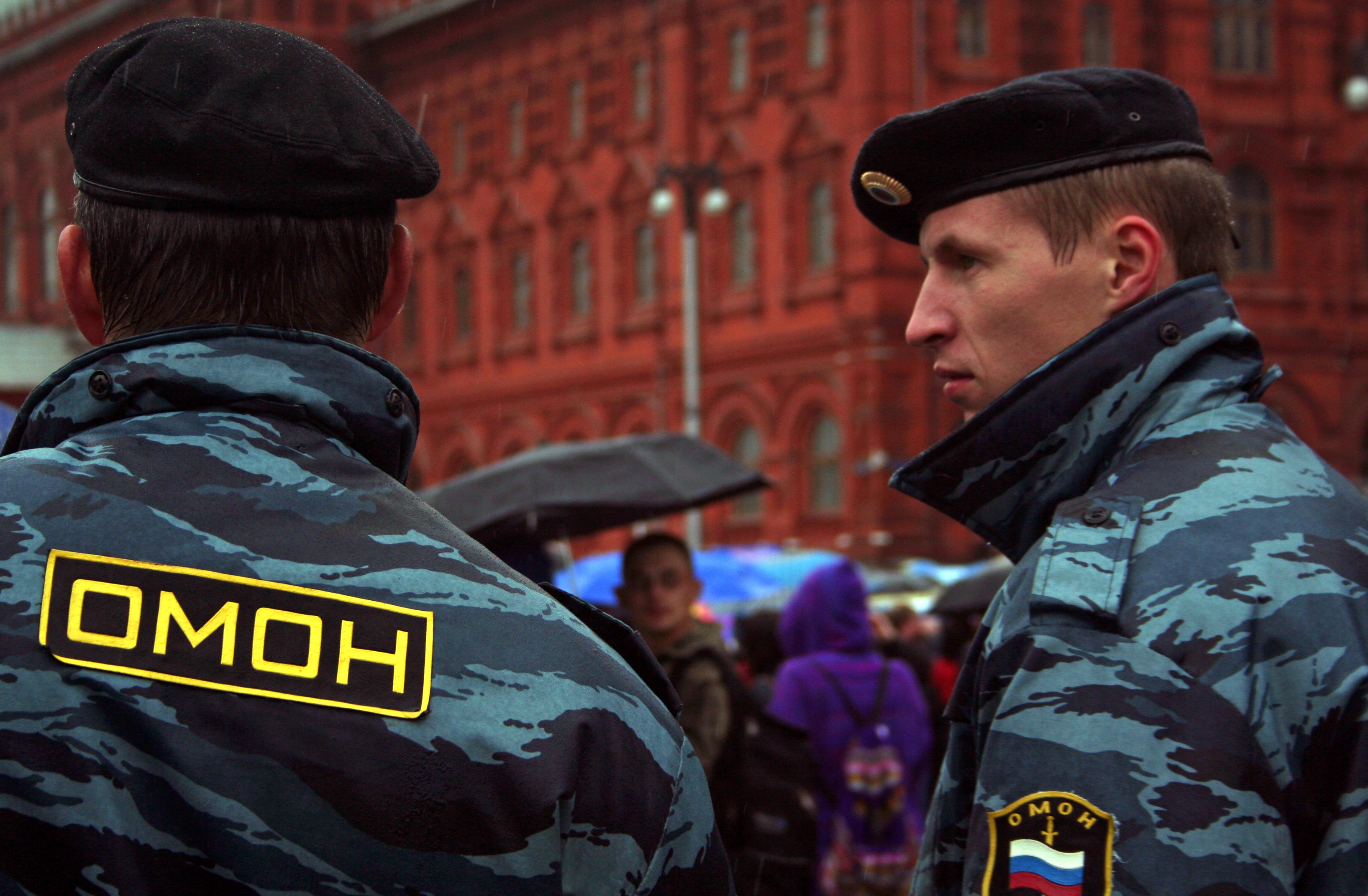
OMON-Angehörige auf dem Roten Platz

Jeweils eine OMON-Einheit ist in allen Teilrepubliken der Russischen Föderation stationiert, zudem verfügen die größten Städte in der Regel über eine eigene Abteilung. Zurzeit soll die OMON etwa 20.000 Beamte umfassen. Die Beamten des OMON erhalten einen im Vergleich zu westlichen Beamten geringen Lohn. Meistens werden die Beamten schon mit 45 Jahren aus den Einsatzgruppen genommen.
OMON ist mit militärischem Gerät ausgerüstet und verfügt über schwere Waffen, wie Schützenpanzerwagen und Kampfhubschrauber. Ordonanzwaffe ist eine Makarow-Dienstpistole, daneben werden Gewehre AK-74 und AKS-74 U. Auch zur Aufstandsbekämpfung werden militärische Schützenpanzer vom Typ BTR-60 und BTR-70 eingesetzt.

## Rekrutierung und Ausbildung
Die Uniform von OMON-Mitgliedern besteht aus einem in blau-weiß-grau gemusterten Kampfanzug und einem schwarzen Barett. Voraussetzung für ein Eintritt in die Einheit ist ein Mindestalter von 22 und ein Höchstalter von 30 Lebensjahren. Alle Bewerber müssen zwei Jahre in den russischen Streitkräften gedient haben. Es werden medizinische, psychologische und Fitnesstests durchgeführt. Es folgt eine viermonatige Grundausbildung. Eingestellt werden ausschließlich Männer.

## Kritik
Beamte der OMON wurden in der Vergangenheit der Misshandlung und der Vergewaltigung von Zivilisten sowie der Schutzgelderpressung beschuldigt. Während der Regierungszeit von Putin fiel die OMON internationalen Beobachtern immer wieder durch rigides Vorgehen gegen offensichtlich unbewaffnete und friedfertige Oppositionelle auf, als sie Demonstrationen gewaltsam auflöste.